# 시각신경관
시각신경관(optic canal, 視覺神經管) 또는 시신경관은 나비뼈에 위치한 관 모양 구조물로, 시각신경관으로 들어가는 구멍은 시각신경구멍(optic foramen)이라고 한다. 시각신경관의 경계는 안쪽으로 나비뼈의 몸통, 가쪽으로 접형골이다. 앞쪽으로 가장 좁은 관 형태를 하고 있다.
나비뼈 윗면의 뒤쪽은 좁은 가로 방향 고랑인 교차고랑이 경계를 이루며, 그 위쪽과 뒤쪽에는 시각신경교차가 위치한다. 교차고랑은 시각신경구멍 양쪽에서 끝난다. 시각신경구멍으로 시각신경과 눈동맥, 그리고 일부 교감신경 섬유가 지나가 눈확으로 들어간다. 시각신경과 비교했을 때, 시각신경관 안에서 눈동맥은 시각신경 아래가쪽에 위치한다.

## 추가 이미지

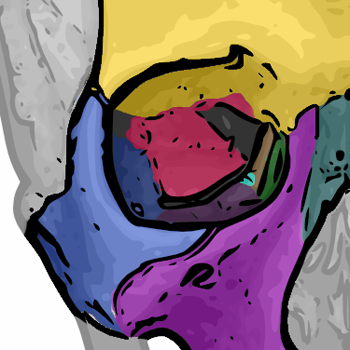
눈확을 형성하는 뼈 7개
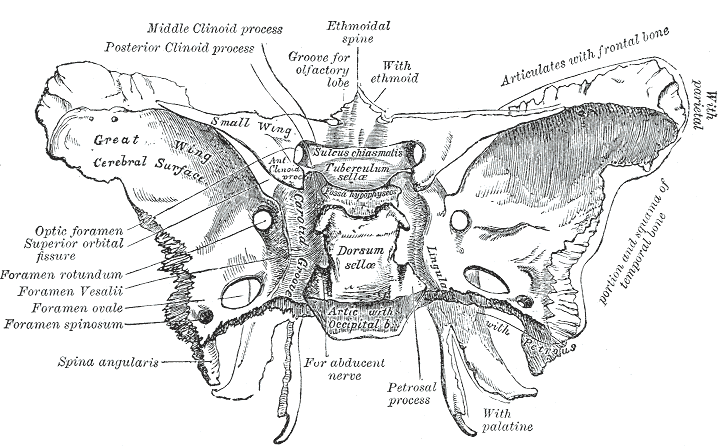
나비뼈 윗면
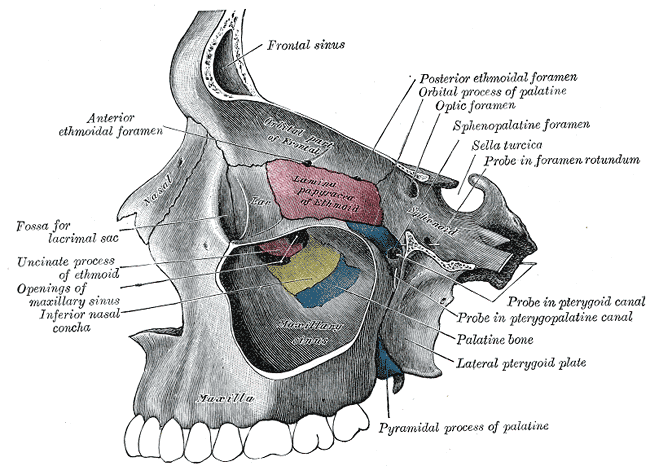
왼쪽 눈확의 안쪽 벽
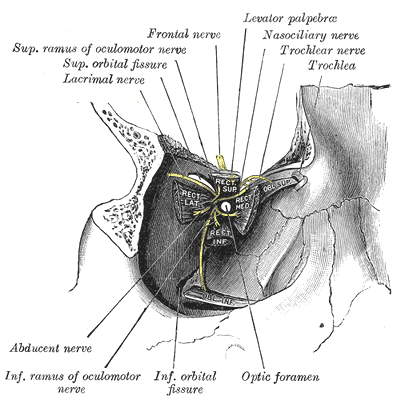
오른쪽 눈 근육의 이는곳, 그리고 위눈확틈새로 들어가는 신경들을 그린 단면도
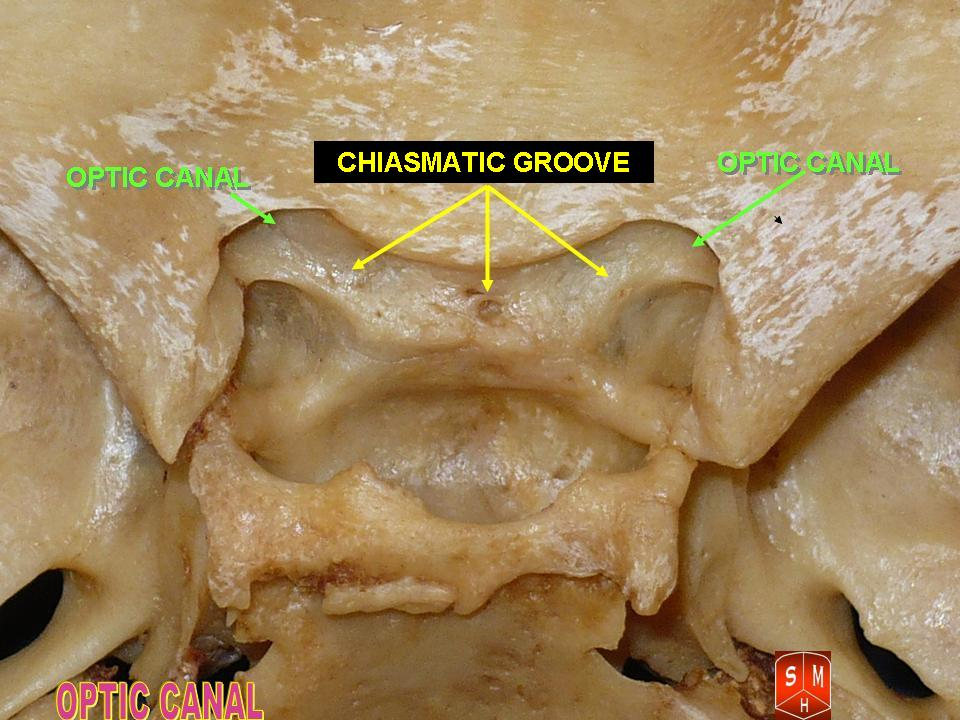
시각신경관

## 같이 보기
- 인체 구멍 목록
- 미간중간점

## 참고 문헌
이 문서는 현재 퍼블릭 도메인에 속하는 그레이 해부학 제20판(1918) page 147의 내용을 기초로 작성된 글이 포함되어 있습니다.